# Турсуново Брдо (Теочак)
Турсуново Брдо је насељено мјесто у општини Теочак, Босна и Херцеговина.

## Историја
Турсуново Брдо је до рата у цјелини било у саставу општине Угљевик.

## Становништво
|         | 2013.        | 1991.         |
| Укупно  | 215 (100,0%) | 225 (100,0%)  |
| Бошњаци | 215 (100,0%) | 222 (98,67%)1 |
| Срби    | –            | 3 (1,333%)    |

1. 1 На пописима од 1971. до 1991. Бошњаци су пописивани углавном као Муслимани.